# Краснодарский филиал Российского экономического университета
Краснода́рский филиа́л Росси́йского экономи́ческого университе́та имени Г. В. Плеханова — обособленное структурное подразделение федерального государственного бюджетного образовательного учреждения высшего образования «Российский экономический университет имени Г. В. Плеханова» в городе Краснодаре. 
В 2014 году был признан головной площадкой лучшим среди филиалов РЭУ.

## История филиала
Приказом Министерства торговли РСФСР от 23.02.1959 «Об организации учебно-консультационных пунктов Заочного института советской торговли» был организован учебно-консультационный пункт в городе Краснодаре.
Приказом Министерством торговли РСФСР от 29.10.1968 № 357 учебно-консультационный пункт Заочного института советской торговли в г. Краснодаре реорганизован в филиал.
Постановлением Совета Министров СССР от 24.02.1990 № 213 Заочный институт советской торговли преобразован в Московский коммерческий институт (МКИ) Министерства торговли РСФСР.
Распоряжением Правительства РФ от 08.06.1992 № 1021-р Московский коммерческий институт преобразован в Московский коммерческий университет (МКУ) Министерства торговли и материальных ресурсов Российской Федерации.
Приказом Государственного комитета Российской Федерации по высшему образованию от 08.08.1995 № 1145 Московский коммерческий университет переименован в Московский государственный университет коммерции (МГУК) Комитета Российской Федерации по торговле.
Переход на новые университетские профессионально-образовательные программы в 2002 году закономерно привел к преобразованию Московского государственного университета коммерции в ГОУ ВПО Российский государственный торгово-экономический университет, а филиал соответственно — в Краснодарский филиал ГОУ ВПО РГТЭУ.
В 2012 году решением Министерства образования и науки РФ РГТЭУ вместе со всеми филиалами был присоединен к Российскому экономическому университету им. Г. В. Плеханова.

## Профессорско-преподавательский состав
На начало 2021 г. в филиале работает 200 сотрудников, из них 74 научно-педагогических работников, в том числе 11 человек работают на условиях внешнего совместительства. Удельный вес научно-педагогических работников с учёными степенями и (или) учёными званиями составляет 96,0 %, в том числе докторов наук и (или) профессоров — 8,5 %. В отделении среднего профессионального образования работает 46 преподавателей, из них 3 человека имеют степень кандидата наук.

## Организационная структура

### Факультет экономики, менеджмента и торговли[3]
Факультет экономики, менеджмента и торговли осуществляет подготовку бакалавров и магистров по направлениям и профилям.
Направления подготовки (бакалавриат):
- 38.03.01 «Экономика» направленность (профиль) программы «Бухгалтерский учет, анализ и аудит», «Финансы и кредит», «Экономика предприятий и организаций»
- 38.03.02 «Менеджмент» направленность (профиль) программы «Менеджмент организации торговли», «Менеджмент на предприятиях ресторанно-гостиничного бизнеса»
- 38.03.06 «Торговое дело» направленность (профиль) программы «Коммерция»
- 38.03.07 «Товароведение» направленность (профиль) программы Товароведение и экспертиза потребительских товаров»
- 19.03.04 «Технология продукции и организация общественного питания» направленность (профиль) программы «Технология и организация ресторанного дела»

Направления подготовки (магистратура):
- 38.04.01 Экономика направленность (профиль) программы магистратуры «Мировая экономика и международный бизнес»
- 38.04.08 Финансы и кредит направленность (профиль) программы магистратуры Финансовая экономика
- 38.04.04 «Государственное и муниципальное управление» направленность (профиль) программы магистратуры «Государственное управление»

### Кафедры[4]
- Кафедра бухгалтерского учета и анализа
- Кафедра экономики и управления
- Кафедра торговли и общественного питания
- Кафедра финансов и кредита

### Учебно-лабораторный комплекс
Сотрудники комплекса вместе с преподавателями занимаются подготовкой высококвалифицированных специалистов. Для этого проводятся практические и лабораторные работы с целью приобретения знаний, умений и владений на основе полученных теоретических знаний.
В структуру учебно-лабораторного комплекса входят следующие лаборатории:
- Лаборатория цифровой экономики
- Лаборатория информационных технологий и систем
- Лаборатория органолептических и физико-химических исследований пищевого сырья и продовольственных товаров
- Аналитическая лаборатория физико-химических методов исследований
- Аналитическая лаборатория по оценке безопасности товаров
- Микробиологическая лаборатория
- Лаборатория органолептических и инструментальных методов исследований непродовольственных товаров
- Лаборатория технологии продукции общественного питания
- Лаборатория физики[5].

### Отделение среднего профессионального образования[6]
В филиале реализуются программы среднего профессионального образования (программы подготовки специалистов среднего звена) по следующим специальностям:
- Экономика и бухгалтерский учет (по отраслям)
- Коммерция (по отраслям)
- Товароведение и экспертиза качества потребительских товаров
- Гостиничный сервис
- Технология продукции общественного питания

### Директора Краснодарского филиала
| Период      | Директор                       | Краткая информация |
| ----------- | ------------------------------ | ------------------ |
| 1959 — 1982 | Беляков Станислав Михайлович   | профессор, д.э.н.  |
| 1983 — 1990 | Волошин Владимир Александрович | доцент, к.э.н      |
| 1991 — 1994 | Гончаров Петр Павлович         | профессор, к.э.н.  |
| 1995 — 2002 | Денисова Надежда Ивановна      | профессор, к.т.н.  |
| 2002 — 2019 | Кофанов Антон Александрович    | профессор, д.э.н.  |
| 2020 — н.в. | Петровская Анна Викторовна     | доцент, к.э.н.     |

## Научная деятельность филиала
Одной из основных задач Краснодарского филиала РЭУ им. Г.В. Плеханова является научно-исследовательская деятельность и развитие творческой активности научно-педагогических работников и обучающихся.
Научная деятельность филиала включает:
- научно-исследовательскую работу;
- развитие научных направлений университета;
- научную работу молодых ученых и студентов;
- международное научное сотрудничество;
- участие научно-педагогические работники Филиала в научных мероприятиях;
- достижение единства научного и учебного процессов;
- рост квалификации научно-педагогических работников;
- публикационная активность научно-педагогических работников Филиала в изданиях с высоким импакт-фактором, монографий, учебников, учебных пособий, научных статей, рекомендованных ВАК, включённых в систему РИНЦ;
- развитие перспективных форм научного сотрудничества с коммерческими и некоммерческими организациями, органами государственной власти и местного самоуправления с целью решения важных управленческих, социально-экономических и иных задач;
- улучшение финансового состояния и развития материальной базы филиала.

Перечень основных научных направлений:
- Современная концепция развития системы внутреннего контроля коммерческой организации;
- Математические модели и информационные технологии в решении социально-экономических и инженерных задач;
- Социально-экономическая, историческая, правовая и духовная динамика современного общества в России;
- Информационно-языковые аспекты современной экономики;
- Актуальные проблемы отраслевого и регионального управления экономическими системами в условиях международной экономической интеграции
- Применение инновационных технологий в инфраструктуре товарного рынка
- Безопасность и качество пищевых технологий и потребительских товаров
- Совершенствование финансово-кредитных отношений в современных условиях
- Разработка организационно-экономических механизмов повышения конкурентоспособности организации в условиях динамичной внешней среды

Научно-практический журнал. Научные сотрудники, научно-педагогические работники и преподаватели образовательных организаций высшего образования и среднего профессионального образования могут представлять результаты своих исследований для публикаций в научно-практическом журнале «СФЕРА УСЛУГ: ИННОВАЦИИ И КАЧЕСТВО», издателем которого является Краснодарский филиал РЭУ им. Г.В. Плеханова. Журнал входит в национальную информационно-аналитическую систему - Российский индекс научного цитирования (РИНЦ). С информацией о журнале, условиями публикаций, требованиями к оформлению авторских материалов, архивами номеров Вы можете ознакомиться на  Официальный сайт Краснодарского филиала РЭУ им. Г. В. Плеханова

## Дополнительное профессиональное образование
В Краснодарском филиале РЭУ им. Г.В. Плеханова для лиц имеющих (получающих) высшее и/или среднее профессиональное образование возможно получить  дополнительное  профессиональное образование с целью  прохождения профессиональной  переподготовки и/или повышения имеющейся квалификации в области экономики, финансов, оценки, бухгалтерского учёта, управления организацией, юриспруденции, экспертизы, техники и технологии, нефтегазового дела и иных областях.
Профессиональная переподготовка  необходима  тем лицам, которые ставят своей целью  перемену трудовой  деятельности посредством   освоение нового вида профессиональной деятельности.
Профессиональная переподготовка специалистов осуществляется по дополнительным профессиональным программам двух типов: для выполнения нового вида профессиональной деятельности и для получения дополнительной квалификации  в объёме от 260 до 816 часов по 50 программам.
Лица, успешно  освоившие программу профессиональной переподготовки и прошедшие итоговую аттестацию получают документ о квалификации – диплом о профессиональной переподготовке на право осуществления профессиональной деятельности в той сфере,  в которой обучающийся приобрел профессиональные компетенции по результатам обучения.
Повышение квалификации специалистов осуществляется по 50 программам повышения квалификации в объёме от 16 до 200 часов, основной целью которых является  совершенствование и (или) получение новой компетенции, необходимой для профессиональной деятельности, и (или) повышение профессионального уровня в рамках имеющейся квалификации в связи с повышением требований к уровню квалификации специалистов и необходимостью освоения современных способов решения профессиональных задач.
Лица, успешно освоившие программу повышения квалификации и прошедшие итоговую аттестацию получают документ о квалификации – удостоверение о повышении квалификации. 

## Социально-воспитательная работа
Социально-воспитательная работа со студентами в вузе является важнейшей составляющей качества подготовки специалистов и проводится с целью формирования у каждого студента сознательной гражданской позиции, стремления к сохранению и приумножению нравственных, культурных и общечеловеческих ценностей, а также выработки навыков конструктивного поведения в новых экономических условиях.
В Краснодарском филиале социально-воспитательная работа строится на основании плана воспитательной работы, утвержденного Советом филиала на учебный год.
На протяжении многих лет в филиале реализовываются такие направления социально-воспитательной работы, как:
- Гражданско-патриотическое воспитание;
- Духовно-нравственное воспитание;
- Творческое, художественно-эстетическое воспитание обучающихся;
- Пропаганда здорового образа жизни и спорта;
- Развитие добровольчества и социальной практики, волонтёрство;
- Формирование и продвижение корпоративной культуры Краснодарского филиала РЭУ им. Г.В. Плеханова;
- Развитие и укрепление системы студенческого самоуправления;
- Социальная поддержка обучающихся;
- Укрепление имиджа Краснодарского филиала РЭУ им. Г.В. Плеханова
- Профилактика правонарушений в студенческой среде.

## Студенческая жизнь

### Студенческая научная работа.
Каждая кафедра филиала является центром научных исследований в своей области. Каждый преподаватель ведет научную работу. Первые рефераты, творческие, расчетные, проектные задания, курсовая работа - это начало приобщения к научной деятельности.
Научно-исследовательская работа студентов организована в форме работы научных кружков, организации и проведения научных студенческих конференций.
Ежегодно Краснодарский филиал РЭУ им. Г.В. Плеханова проводит конкурс научных работ. По итогам конкурса присваиваются призовые места и выплачивается денежное вознаграждение за лучшие работы.
Ежегодно Краснодарский филиал РЭУ им. Г.В. Плеханова проводит научные конференции, в которых принимают участие студенты филиала. Работа в них ведется в секциях по специальным направлениям. Лучшие работы студентов публикуются в сборнике материалов конференции, который размещается в электронном виде на сайте Научной электронной библиотеке (НЭБ) https://www.elibrary.ru/. Сборники материалов конференций Краснодарского филиала РЭУ им. Г.В. Плеханова входят в национальную информационно-аналитическую систему - Российский индекс научного цитирования (РИНЦ).

### Студенческий совет
Студенческое самоуправление в Краснодарском филиале РЭУ им. Г.В. Плеханова представлено студенческим советом, который действует на основании Положения о студенческом совете, принятого Конференцией студентов Краснодарского филиала от 21 апреля 2017 года. Студенческий совет Краснодарского филиала РЭУ им. Г.В. Плеханова – это общественное объединение студентов, которое является добровольным, самоуправляемым, некоммерческим формированием, созданным по инициативе студентов, на основе общности их интересов для того, чтобы делать жизнь каждого студента лучше. Студенческий совет объединяет студентов очной формы обучения всех факультетов во главе с Председателем студенческого совета.
В рамках Студенческого совета свою работу осуществляют 3 отдела: информационный отдел «РЭУ Медиа», культурно - массовый отдел, отдел адаптации первокурсников.
Студенческий совет Краснодарского филиала сотрудничает с такими организациями, как: Министерство образования, науки и молодежной политики Краснодарского края; Администрация муниципального образования г. Краснодар; Администрация Центрального внутригородского округа г. Краснодара; ГКУ КК «Центр молодежных инициатив»; Благотворительный фонд «Край добра»; Управление по делам молодежи г. Краснодара; Студенческий совет Краснодарского края; Центр патриотического воспитания молодежи; Российское военно-историческое общество; Ассоциация студенческих спортивных клубов России; ГКУ КК Молодежный центр развития личности; Всероссийская команда «ПРО».
Одним из направлений деятельности студенческого совета Краснодарского филиал РЭУ им. Г.В. Плеханова является волонтерство. На протяжении многих лет на территории Краснодарского края и за его пределами ведет успешную работу волонтерский отряд «МИР». Отряд был сформирован на базе Краснодарского филиала РЭУ им. Г. В. Плеханова в 2009 году и получил название «МИР» - Молодые Инициативные Ребята. Деятельность отряда проходит в 7 направлениях. волонтерской деятельности: социальное волонтерство, событийное волонтерство, культурное волонтерство, экологическое волонтерство, цифровое волонтерство, медиа-волонтерство, донорство.